# Klaus Siblewski
Klaus Siblewski (* 16. Oktober 1950 in Frankfurt am Main) ist ein deutscher Autor, Herausgeber und Lektor.

## Leben
Klaus Siblewski wuchs in Frankfurt am Main auf, studierte ab 1969 an der Johann-Wolfgang-Goethe-Universität in Frankfurt Germanistik, Geschichte und Philosophie. Seit 1971 war er wissenschaftlicher Mitarbeiter in der Alten Abteilung des Deutschen Seminars in Frankfurt, wechselte 1975 an die Universität Essen und promovierte dort 1978 mit einer Arbeit über die literarische Rezeption von Reformation und Bauernkrieg. Danach schrieb er für Tageszeitungen und Fachzeitschriften. 1980 begann er seine Arbeit als Lektor für deutschsprachige Literatur im Luchterhand Verlag, betreute Autoren wie Gabriele Wohmann, Peter Härtling, Ernst Jandl, Max von der Grün und Kurt Marti und war zusammen mit Günter Grass Vertreter im Autorenbeirat des Verlags. Nach dem Niedergang von Luchterhand und dessen Neugründung 1994 in München entwickelte er ein neues deutschsprachiges Programm des Verlags und arbeitete mit Hanns-Josef Ortheil, Terézia Mora, Marica Bodrožić, Peter Turrini, Matthias Polyticki, Norbert Hummelt, Franz Hohler, Christian Haller und vielen anderen Autoren zusammen. 2015 beendete er seine Zeit als fest angestellter Lektor und setzte seine Lektorenarbeit frei fort.
Nach seinem Umzug 1994 von Frankfurt am Main nach München nahm er seine Unterrichtstätigkeit an Universitäten wieder auf. Er lehrte an der Universität in Bamberg, Konstanz und Essen. 2005 habilitierte er an der Universität in Essen und gründete im selben Jahr die Deutsche Lektorenkonferenz, organisierte und leitete diese Konferenz zehn Jahre lang bis 2015. Er ist Mitglied des Deutschen PEN-Zentrums. 2010 wurde er zum ständigen Gastprofessor an der Universität in Hildesheim berufen.
Siblewski lebt in Holzkirchen (Oberbayern) und in Berlin, ist verheiratet und Vater von drei Töchtern.

## Werk
- Romantischer Patriotismus und romantischer Nationalismus 1770–1830. Wilhelm Fink Verlag, München 1991, ISBN 3-7705-2043-2 (342 S.).
- a komma punkt ernst jandl. Ein Leben in Texten und Bildern. Luchterhand, München 2000, ISBN 3-630-86874-6 (215 S.).
- Telefongespräche mit Ernst Jandl. Luchterhand, München 2001, ISBN 3-630-62018-3 (192 S.).
- Die diskreten Kritiker. Warum Lektoren schreiben – vorläufige Überlegungen zu einem Berufsbild. Rimbaud Verlag, Aachen 2005 (Rimbaud-Taschenbuch, Bd. 34/35) ISBN 3-89086-640-9 (173 S.).
- Wie Romane entstehen (zusammen mit Hanns-Josef Ortheil), Luchterhand Literaturverlag, München 2008, ISBN 978-3-630-62111-1 (283 S.).
- Wie Gedichte entstehen (zusammen mit Norbert Hummelt), Luchterhand Literaturverlag, München 2009, ISBN 3-641-03759-X (270 S.).
- Wie Dramen entstehen. (zusammen mit John von Düffel), Luchterhand Literaturverlag, München 2012, ISBN 3-630-87364-2 (285 S.).
- Der Gelegenheitskritiker. Residenz Verlag, Wien 2017, ISBN 978-3-7017-3425-2 (240 S.).
- Es kann nicht still genug sein. Schriftsteller sprechen über ihren Schreibtisch. Kampa Verlag, Zürich 2020, ISBN 978-3-311-14019-1 (260 S.).
- „Una Vita – oder Herr Ortheil, wie haben Sie das gemacht?“ Ein Gespräch von Klaus Siblewski und Hanns-Josef Ortheil über Hanns-Josef Ortheils „Kosmos der Schrift“, btb Verlag, München 2021, S. 9–247, ISBN 978-3-442-77179-0.
- Franz Hohler, Das Jahr, das bis heute andauert. Ein Gespräch mit Klaus Siblewski, Kampa Verlag, Zürich 2023, ISBN 978-3-311-14045-0 (276 S.).
- Unterwegs sind wir alle. Peter Härtling. Eine Biografie. Kiepenheuer & Witsch, Köln 2023, ISBN 978-3-462-05255-8 (368 S.).

### Herausgeber (Auswahl)
- Walter Raitz (Hrsg.): Deutscher Bauernkrieg. Historische Analysen und Studien zur Rezeption. Redaktionelle Mitarbeit: Manfred Dutschke und Klaus Siblewski. 233 Seiten. Westdeutscher Verlag, Opladen 1976, ISBN 978-3-531-11352-4.
- Martin Walser, 302 Seiten, suhrkamp taschenbuch materialien 2003, Frankfurt am Main: Suhrkamp Verlag 1981, ISBN 3-518-38503-8.
- Peter Härtling: Meine Lektüre. Literatur als Widerstand. Luchterhand, Darmstadt und Neuwied 1981.
- Peter Härtling: Wer vorausschreibt, hat zurückgedacht. Essays. Luchterhand, Frankfurt am Main 1989.
- Peter Härtling im Gespräch. Luchterhand, Frankfurt am Main 1990.
- Ernst Jandl: Gesammelte Werke. 3 Bände. Luchterhand 1990.
- Günter Herburger: Texte, Daten, Bilder. Luchterhand, Hamburg 1991. (Sammlung Luchterhand 1005) ISBN 3-630-71005-0.
- Martin Walser. Auskunft. 22 Gespräche aus 28 Jahren. Suhrkamp, Frankfurt am Main 1991, ISBN 3-518-38371-X.
- Aufsatzsammlung: Peter Turrini. Texte, Daten, Bilder. Herausgegeben von Wolfgang Schuch und Klaus Siblewski. 184 Seiten, Luchterhand Literaturverlag, Frankfurt am Main 1991 (Sammlung Luchterhand 960), ISBN 3-630-61960-6.
- Peter Härtling, Gesammelte Werke in 9 Bänden, 1993–2000, Luchterhand Verlag und Kiepenheuer und Witsch.
- „...und gehe in Worten spazieren“. Briefe an Peter Härtling 1953–1993, 136 Seiten, Frankfurt am Main: Luchterhand Literaturverlag 1993, ISBN 3-630-86899-1.
- Ernst Jandl: Poetische Werke. 10 Bände. Luchterhand 1997.
- Adelheid Duvanel: Der letzte Frühlingstag. Erzählungen. Herausgegeben von Klaus Siblewski. Nachwort von Peter von Matt. Luchterhand, München 1997.
- Peter Turrini. Lesebuch 1–3 (zusammen mit Silke Hassler) Teil 1: Ein irrer Traum, 441 Seiten, Teil 2. Das Gegenteil ist wahr, 476 Seiten, Teil 3 Zu Hause bin ich nur hier: am Theater, 403 Seiten, Luchterhand, München 1999, ISBN 978-3-630-87044-1.
- Ernst Jandl: Briefe aus dem Krieg. 172 Seiten. Luchterhand, München 2005, ISBN 3-630-87223-9.
- Peter Härtling: Sätze von Liebe. Ausgewählte Gedichte. 253 Seiten. dtv, München 2008, ISBN 978-3-423-13692-1.
- Hans Sahl: Die Gedichte. Herausgegeben von Nils Kern und Klaus Siblewski. 333 Seiten, Luchterhand Literaturverlag, München 2009, ISBN 978-3-630-87288-9.
- Ernst Jandl: Der beschriftete Sessel. Autobiographische Gedichte und Texte. Herausgegeben und mit einem Nachwort von Bernhard Fetz und Klaus Siblewski. 262 Seiten, Jung und Jung, Salzburg 2012, ISBN 978-3-99027-002-8.
- Hans Sahl: Auswahl Klaus Siblewski, Grafik Georg Grosz, 31 Seiten, Märkischer Verlag, Wilhelmshorst 2012 (Poesiealbum 303), ISBN 978-3-943708-03-5.
- Hilde Domin. Auswahl Klaus Siblewski. Grafik von Cy Twombly. 31 Seiten. Märkischer Verlag, Wilhelmshorst 2013 (Poesiealbum 309), ISBN 978-3-943708-09-7.
- Monika Rinck. Auswahl Klaus Siblewski. Grafik Stefan Rinck, 31 Seiten, Märkischer Verlag, Wilhelmshorst 2014 (Poesiealbum 314), ISBN 978-3-943708-14-1.
- Ernst Jandl: Liebesgedichte. Ausgewählt und mit einem Nachwort versehen von Klaus Siblewski. 138 Seiten. Insel, Berlin 2015 (1. Aufl.), ISBN 978-3-458-36079-7.
- Ernst Jandl: Werke in 6 Bänden. Luchterhand Literaturverlag, München 2015, ISBN 978-3-630-87482-1.
- Die ideale Lesung (zusammen mit Hanns-Josef Ortheil), 144 Seiten, Dieterich’sche Verlagsbuchhandlung Mainz, Mainz 2017, ISBN 978-3-87162-092-8.
- Terézia Mora, Text und Kritik, Heft 221, 100 Seiten, München: Januar 2019, ISBN 978-3-86916-776-3.
- Erich Fried. Auswahl Klaus Siblewski, Grafik Klaus Ensikat, 31 Seiten, Märkischer Verlag, Wilhelmshorst 2014 (Poesiealbum 22), GTIN 978-3-931-32958-7.
- Jakob Haringer. Auswahl von Klaus Siblewski, Grafik von HAB Grieshaber, 31 Seiten, Märkischer Verlag, Wilhelmshorst 2022 (Poesiealbum 373), GTIN 978-3-943-708-738.

### Essays, Kritiken, Aufsätze (Auswahl seit 2005)
- „Diesmal winkt sicher das Friedensreich“. Über Stefan Georges Gedicht „Der Krieg“. S. 19–34 in: Stefan George. 124 Seiten, text + kritik. Band 168,  Oktober 2005, ISBN 978-3-88377-815-0.
- Terézia Moras Winterreise. Über den Roman ‚Alle Tage‘ und die Poetik der Fremde. S. 211–221 in: Literatur und Migration. 285 Seiten. text + kritik. Band 168,  Oktober 2005, ISBN 978-3-88377-848-8.
- Im Zentrum steht das Schreiben. Über den Roman der Zukunft. S. 96–108 in: Zukunft der Literatur. 50 Jahre Text + Kritik. 204 Seiten. text + kritik. Sonderband 2013, ISBN 978-3-86916-242-3.
- Lektor mit Diplom? S. 197–206, in: Schreiben im Zwiegespräch. Praktiken des Mentorats und Lektorats in der zeitgenössischen Literatur, herausgegeben von Johanne Mohs, Katrin Zimmermann, Marie Caffari. Bielefeld, Transcript Verlag 2019, Lettre, ISBN 978-3-8376-4076-2.